# Musseromys inopinatus
Musseromys inopinatus är en gnagare i familjen råttdjur som förekommer i norra Filippinerna.

## Utseende
Vuxna exemplar är i genomsnitt 7,8 cm långa (huvud och bål), har en 8,5 till 8,8 cm lång svans och väger 17 till 19,5 g. Bakfötterna är ungefär 1,9 cm långa och öronen är cirka 1,7 cm stora. Pälsen har på ovansidan en rödbrun färg och undersidan är ljusare rödbrun. Djuret har långa morrhår. Vid svansens spets förekommer cirka 10 mm långa hår som bildar en tofs. Framtassarna och bakfötterna är långa jämförd med andra kroppsdelar och bakfötterna är dessutom breda. Håren på händer och fötter är främst vita med några ljusbruna hår inblandade. Tummen är påfallande liten och den bär en nagel medan de andra fingrarna bär långa böjda klor. De centrala framtänderna är ljusare orange jämför med framtänder hos Musseromys gulantang. Honans två par spenar ligger vid ljumsken.

## Utbredning
Utbredningsområdet är regionen kring berget Amuyao på norra Luzon. Det ligger 1650 till 2300 meter över havet. Råttdjuret lever i delvis förändrade bergsskogar med bland annat ekar, arter av lagersläktet och myrtenväxter. På träden växer ormbunkar, mossa och orkidéer.

## Ekologi
Arten antas vara främst trädlevande och delvis dagaktiv. Utöver Musseromys inopinatus klättrar andra gnagare i träden som Rattus everetti, Apomys musculus och Batomys granti. Däggdjur på marken i samma region är bland annat Crocidura grayi, Apomys abrae, Bullimus luzonicus och Rhynchomys soricoides. Den egentliga födan är inte känd men exemplar fångades med hjälp av kokoskött täckt med jordnötssmör. Sexuell aktiva individer registrerades i mars och april.

## Status
Antalet människor som utför bergsvandringar i regionen ökade vad som kan påverka beståndet negativt. Populationens storlek är inte känd. IUCN listar arten med kunskapsbrist (DD).